# ناحیه داباش
ناحیهٔ داباش (به مجاری: Dabasi járás) یک ناحیه در مجارستان است که در پِشت واقع شده‌است. ناحیهٔ داباش ۶۱۴٫۲۳ کیلومتر مربع مساحت و ۴۸٬۲۸۹ نفر جمعیت دارد.